# Hurdia
Hurdia is een geslacht van uitgestorven hurdiide radiodonten dat 505 miljoen jaar geleden leefde tijdens het Cambrium. Als een radiodont zoals Peytoia en Anomalocaris, maakt het deel uit van de voorouderlijke lijn die leidde tot de euarthropoden.

## Naamgeving
Hurdia werd in 1912 benoemd door Charles Walcott, met twee soorten, de typesoort Hurdia victoria en een bedoelde soort, Hurdia triangulata. De geslachtsnaam verwijst naar Mount Hurd. Het holotype is USNM PAL 57718. Het is mogelijk dat Walcott het jaar ervoor een exemplaar had beschreven als Amiella, maar het exemplaar is te fragmentarisch om met zekerheid te identificeren, dus Amiella is een nomen dubium. 

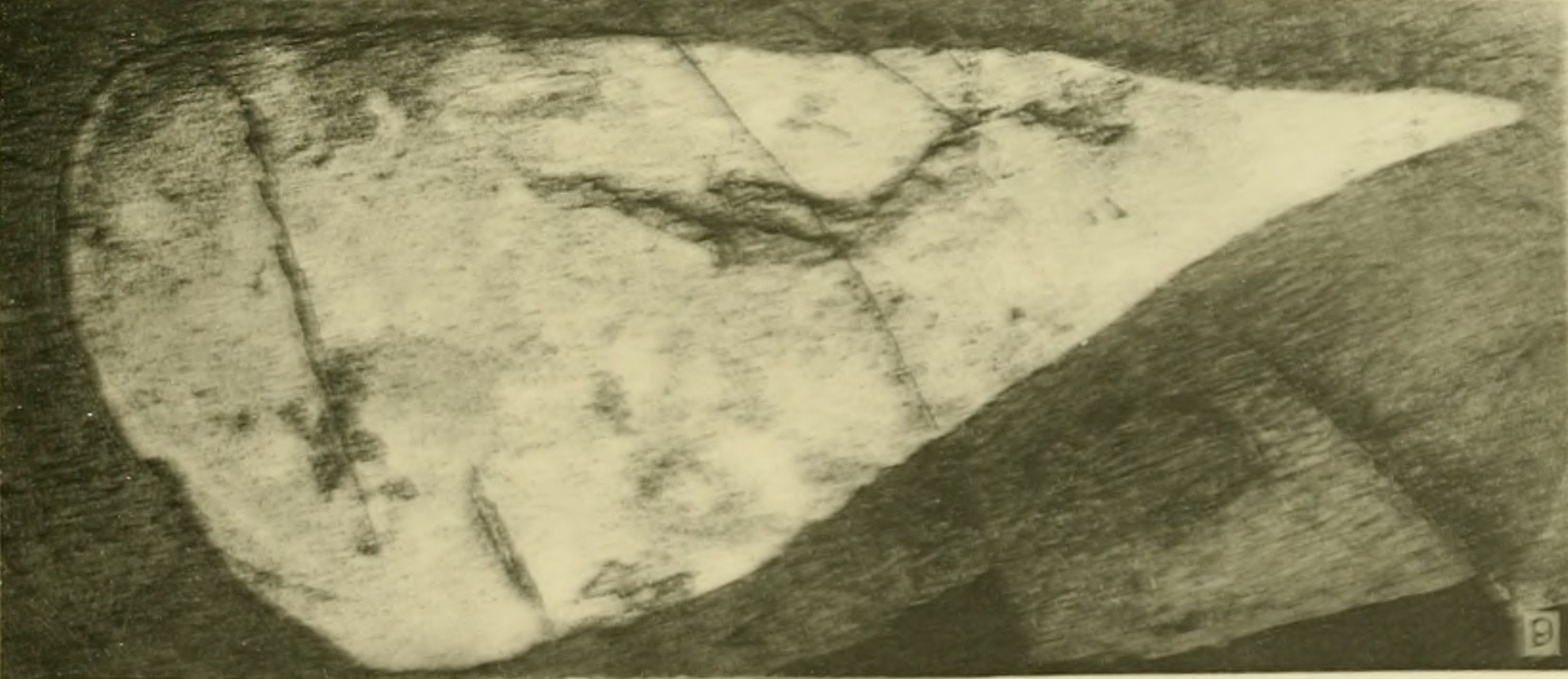
Het holotype

De oorspronkelijke exemplaren van Walcott bestonden alleen uit H-elementen van het frontale schild, dat hij interpreteerde als het schild van een niet-geïdentificeerd type schaaldier. P-elementen van het schild werden in 1962 beschreven als het aparte geslacht Proboscicaris.

## Beschrijving
Hurdia was een van de grootste organismen in de oceanen van het Cambrium, Hurdia victoria bereikte een lengte van ongeveer dertig centimeter, terwijl Hurdia triangulata slechts acht centimeter bereikte. Zijn kop droeg een paar harkachtige voorste aanhangsels die voedsel in zijn ananasringachtige mond (mondkegel) schepten. Net als andere hurdiiden droeg Hurdia een groot frontaal schild dat uit zijn kop stak en bestond uit drie sklerieten: een centrale component die bekend staat als het H-element en twee laterale componenten die bekend staan als P-elementen. De functie van dit orgaan blijft mysterieus; het kan niet beschermend zijn geweest aangezien er geen onderliggend zacht weefsel was. Oorspronkelijk werd geschat dat lichaamsflappen langs de zijkanten van de organismen liepen, waaraan grote kieuwen waren opgehangen. De anatomie van Aegirocassis verduidelijkte echter dat Hurdia zowel ventrale als dorsale flappen had en dat kieuwen zich op rompsegmenten bevonden.

## Ecologie

Een voorste aanhangsel van Hurdia

Hurdia was een roofdier, of mogelijk een aaseter. Zijn frontale aanhangsels zijn dunner dan die van Anomalocaris, wat suggereert dat hij zich voedde met minder robuuste prooien. Het vertoonde een kosmopolitische verspreiding; het is gewonnen uit de Burgess-schalie en uit locaties in de Verenigde Staten, China en Europa.

## Fylogenie
In 1996 richtte de toenmalige curator van het Royal Ontario Museum Desmond H. Collins het taxon Radiodonta op om Anomalocaris en zijn naaste verwanten te omvatten, en omvatte zowel Hurdia als Proboscicaris in de groep. Vervolgens erkende hij dat Proboscicaris en Hurdia gebaseerd waren op verschillende delen van hetzelfde dier, en erkende hij dat een exemplaar dat eerder aan Peytoia was toegewezen, ook een exemplaar van de soort was. Hij presenteerde zijn ideeën in informele artikelen, en pas in 2009, na drie jaar nauwgezet onderzoek, werd het volledige organisme gereconstrueerd.
Negenenzestig exemplaren van Hurdia zijn bekend uit het Greater Phyllopod-bed, waar ze 0,13 procent van de gemeenschap uitmaken.